# Lakesite
Lakesite est une municipalité américaine située dans le comté de Hamilton au Tennessee.
Selon le recensement de 2010, Lakesite compte 1 826 habitants. La municipalité s'étend alors sur une superficie de 1,68 milles carrés (4,35 km2).
La municipalité de Lakesite est créée en 1972. Elle doit son nom au lac Chickamauga, formé par le barrage du même nom.